# Calle de Gravina
La calle de Gravina es una breve vía de Madrid (en el barrio de Justicia del distrito Centro) entre las calles Hortaleza y Barquillo, en el barrio de Chueca. Lleva este nombre en homenaje a Federico Gravina, héroe de Trafalgar.

## Historia
El nombre antiguo de esta calle —con el que aparece tanto en el plano de Texeira (1656) como en el de Espinosa— fue el de calle de san Francisco, ocupando sólo el recorrido entre las calles de Pelayo (antes San Antón) y Luis de Góngora (antes Góngora, simplemente), prolongándose luego sus extremos en 1846. 
Ramón de Mesonero Romanos la incluye en la crónica de sus paseos por El antiguo Madrid (1861) en esta detallada descripción de la zona:

A espaldas de la calle del Barquillo, y hasta la de Hortaleza, está el extendido trozo de caserío que llegará a ser en breve tiempo uno de los más importantes de Madrid, cuando haya acabado de recibir los cortes, rompimientos y mejoras reclamados por la necesidad y propuestos y aprobados en el plano de nueva alineación. Consisten aquéllos en el ya dicho rompimiento de la calle cerrada de San Marcos a la del Barquillo, y desde esta misma calle de San Marcos otra lateral a la de Góngora, por la huerta de las monjas de San Fernando, además del de la calle del Soldado, ya verificado hasta la de las Infantas; la supresión del cuartel, y continuación por su terreno de la calle llamada de la Libertad (antes de San Fernando y de Gravina); igualmente la de los viejos edificios en que estuvieron la Galera y las prisiones militares. Todo esto, vitalizando uno de los trozos más importantes del Madrid moderno hasta nuestros días se ha realizado ya.
 Ramón de Mesonero Romanos (1861)

### Edificios desaparecidos
Tuvo puerta trasera en esta calle el Teatro de la Casa del Pueblo, levantado en lo que fueron jardines del antiguo palacio ducal de Béjar, abierto a la calle del Piamonte, promovido por Pablo Iglesias e inaugurado por Fernando Díaz de Mendoza y María Guerrero, en 1908. El edificio fue demolido en 1953.

### Ilustres novios
En la también desaparecida iglesia de San José, que estuvo en la esquina de la calle Libertad con la calle Gravina (y en ocasiones confundida con el templo del mismo nombre situado en la calle de Alcalá, donde fue transferida la Parroquia de San José en 1838), contrajeron matrimonio los jóvenes enamorados María Teresa del Toro y Alayza y Simón Bolívar el 26 de mayo de 1802.